# Francisco Peris Mencheta
Francisco Peris Mencheta (Valencia, 29 de enero de 1844-Barcelona, 23 de agosto de 1916) fue un periodista y político español. Fundador de varios periódicos y de una agencia de noticias, Peris Mencheta fue sobre todo un precursor del reporterismo en España, conquistándole su ejercicio un auténtico magisterio en este género periodístico. Fue varias veces diputado y senador en Cortes.

## Biografía

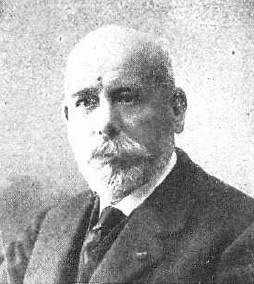
Peris Mencheta hacia 1914

Nació en la ciudad de Valencia el 29 de enero de 1844.
Nacido en humilde hogar, se dedicado al oficio de cantero en su juventud, después colaboró en varios periódicos de su ciudad natal, de tendencias sociales. Más tarde dirigió El Cosmopolita, órgano federal de Valencia, y El Popular, diario valenciano, donde por uno de sus artículos, dedicado a Salmerón, se suspendió el periódico, y su autor hubo de exiliarse a Francia, editando más tarde un trabajo explicativo sobre su actuación en el cantón valenciano: Refutación al folleto «Trece días de sitio o los Sucesos de Valencia». Ingresó después en el El Mercantil (1872-1873) y, más templado de ideas, pasó al diario conservador Las Provincias (1874), para el que envió crónicas como corresponsal de guerra en las campañas carlistas. Durante la tercera guerra carlista destacaría como un «brillante corresponsal de guerra».

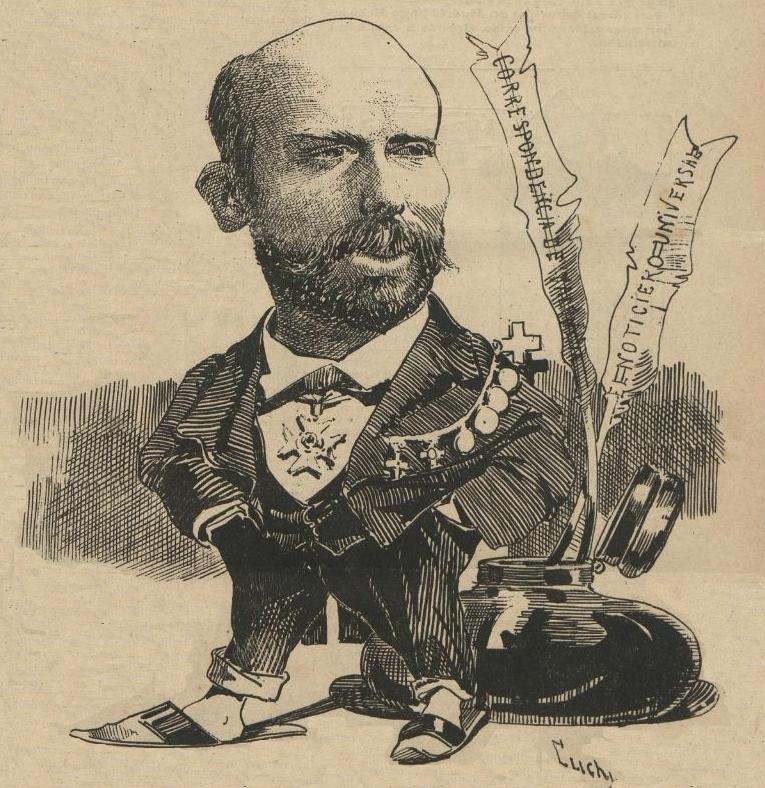
Caricaturizado por Cuchy (La Semana Cómica, 1888)

El prestigio y rigor de sus crónicas le abrieron pronto las puertas del entonces primer diario español, La Correspondencia de España. La popularidad de Peris Mencheta fue agigantándose, hasta convertirse en el primer reportero de su época. Su espíritu emprendedor y su laboriosidad hiciéronle fundar una agencia informativa que llevaba su nombre, la Agencia Mencheta, en 1876.
En 1882 fundó el diario La Correspondencia de Valencia; seis años después fundaría El Noticiero Universal, uno de los mejores diarios de Barcelona de su época; y en 1893 lanzó El Noticiero Sevillano. Todas estas empresas las dirigía él mismo, en continuos viajes, con la colaboración de su hermano y sus hijos. Fue el informador inseparable y veraz de los viajes de los monarcas Alfonso XII y Alfonso XIII, quienes le distinguieron con su amistad. Fue diputado y senador vitalicio, destacándose por ser ardiente partidario de la dinastía reinante. Publicó el libro de viajes De Madrid a Panamá (Madrid 1886).
Falleció en Barcelona el 23 de agosto de 1916.

## Parientes
Está emparentado con el actor Sergio Peris-Mencheta.